# Can Cues (Alella)
Can Cues és una obra d'Alella (Maresme) protegida com a Bé Cultural d'Interès Local.

## Descripció
Edificació principal de tres plantes de pedra amb morter de calç i amb un cos adossat de dues plantes del mateix material. Dins de la finca hi ha una zona enjardinada amb algunes plantes tropicals i arbre de diferents tipus que envolten l'edificació principal. També trobem diversos cossos d'una planta i un camp de tennis. Al voltant hi ha conreus de vinya.